# Departamento marítimo de Ferrol
El departamento marítimo de Ferrol fue una subdivisión del litoral español.

## Historia
Hacia mediados del siglo XIX, el de Ferrol era, junto con el de Cádiz y el de Cartagena, uno de los tres departamentos marítimos en que se dividía el litoral de España. Incluía las provincias marítimas de San Sebastián, Bilbao, Santander, Gijón, Vivero, Ferrol, La Coruña, Villagarcía y Vigo. En los arsenales de este departamento, con especial incidencia de los Reales Astilleros de Esteiro, se construyeron varios busques de guerra, como el Magnánimo, el Neptuno y el Aquilón.
El departamento aparece descrito en el octavo volumen del Diccionario geográfico-estadístico-histórico de España y sus posesiones de Ultramar de Pascual Madoz con, entre otras muchas, las siguientes palabras:

FERROL (departamento del): uno de los 3 en que se halla dividida la jurisd. de Marina en la Península. sit. en la costa del Océano Atlántico, alcanza unas 552 millas desde la desembocadura del Bidasoa que separa á Francia de España, á la del Miño, que sirve de límite entre ésta y Portugal: comprende la parte litoral de las prov. civiles de Guipúzcoa, Vizcaya, Santander Oviedo, Lugo, Coruña y Pontevedra, en la faja de tierra que baña el mar en su flujoy reflujo, y 20 varas mas de tierra adentro. [...] El gobierno y jurisd. departamental, se halla á cargo de un comandante general, gefe de Escuadra, de un segundo gefe de igual graduacion en el cuerpo, un mayor general, con ayudante, secretario de la comandancia, dos ayudantes de la mayoria, auditor y fiscal del juzgado: cada prov. marítima está gobernada por un comandante militar de la clase de brigadier ó capitan de navio, con su contaduria, secretaria y juzgado, cuyas decisiones pasan en apelacion al departamento y de aqui, en su caso, al tribunal supremo de Guerra y Marina; en los distritos hay un gobernador ayudante militar de la clase de teniente de navio, ó capitan de artilleria, retirados, con juzgado inferior que pasa sus procedimientos á la cap. de prov., y en cada puerto existen cabos de mar para la comunicacion de las órdenes relativas al servicio. En el Ferrol está el cuerpo administrativo político del Ministerio de Marina con tribunal presidido por el Intendente ú Ordenador, y es el que entiende en todas las causas y asuntos en que son demandados los oficiales de cuenta y razon del ministerio del ramo. [...] Los buques en construccion pertenecientes á la segunda clase, se construian en los astilleros de la prov. de Gijon; los de tercera clase en la de Vivero: los de cuarta en Asturias y Galicia, y los de la quinta clase en las playas de los puertos de varias prov. comprendidas en el departamento. Hay en este varias escuelas náuticas como son las de Castro-Urdiales, Santander, Gijon, Coruña, Villagarcia y Carril; como tambien aunque particularse en los puertos de Avilés, Luanco y Figuera, á cargo de pilotos de aquella matricula. En el Ferrol y sostenida por el estado, existió una academia de pilotage donde se estudiaba la parte de matemáticas y el dibujo indispensable á esta carrera, pero fué suprimida en octubre de 1846, y hoy ha solicitado el ayunt. sustituirla con un instituto de segunda enseñanza: tambien hace poco que la escuela de Gijon se ha refundido en la recien creada con titulo de especial. Los arsenales de este departamento [...] han llamado siempre y con justicia la atencion de nacionales y estrangeros.
(Madoz, 1847, pp. 53-60)